# 日本テレビ系列木曜夜7時枠のアニメ
日本テレビ系列木曜夜7時枠のアニメ（にほんテレビけいれつもくようよるしちじわくのアニメ）は、かつて日本テレビ系列の木曜19:00 - 19:30（JST）に放送されたテレビアニメの一覧である。

## 歴史
この時間帯のアニメは歴史がかなり古く、1959年2月に後半枠から移動した海外アニメコンプレックス枠『ニコニコまんが劇場』が初。その後この枠で放送された『ベティ・ブープ』を、『ベティちゃん』として独立放送したが、その後のアニメはかなり後になり、1969年10月2日に開始した、この枠初の国産作品『タイガーマスク』（読売テレビ制作）で、スポ根ブームと相まって好評となり、2年継続したものの、終了と同時にアニメは長期の中断となる。
それから11年後の1982年10月7日に、日本テレビ制作の少女アニメ『ときめきトゥナイト』で久々に再開、その後は同スタッフによる学園アニメ『伊賀野カバ丸』、そして前年開園した東京ディズニーランド人気に便乗したディズニーアニメ『ミッキーマウスとドナルドダック』と続けるが、ナイターシーズン中はプロ野球中継で頻繁に中断、特に『ミッキーとドナルド』は『木曜スペシャル』拡大版（『アメリカ横断ウルトラクイズ』など）の時も休止したため、結果は放送回数が38回、休止はそれより多い40回だった。結局1年半、計6本でこの枠のアニメは終了した。

## 放送作品一覧
| タイトル                       | 放映期間                       | 話数 | 製作会社                   | 原作              | 声の出演                                           | 備考        |
| ------------------------------ | ------------------------------ | ---- | -------------------------- | ----------------- | -------------------------------------------------- | ----------- |
| ニコニコまんが劇場             | 1959年2月 - 4月                | ？   | ？                         |                   | ？                                                 | [ 2 ] [ 3 ] |
| ベティちゃん                   | 1959年5月7日 - 12月24日        | ？   | マックス・フライシャー     |                   | ？                                                 | [ 2 ] [ 4 ] |
| （この間、非アニメ番組）       |                                |      |                            |                   |                                                    |             |
| タイガーマスク                 | 1969年10月2日 - 1971年9月30日  | 105  | 東映動画                   | 梶原一騎 辻なおき | 富山敬、山口奈々、中川謙二、兼本新吾、柴田秀勝     | [ 5 ]       |
| （この間、非アニメ番組）       |                                |      |                            |                   |                                                    |             |
| ときめきトゥナイト             | 1982年10月7日 - 1983年9月22日  | 34   | 東宝 グループ・タック      | 池野恋            | 原えりこ、水島裕、冨永みーな、安原義人、小原乃梨子 |             |
| 伊賀野カバ丸                   | 1983年10月20日 - 1984年3月29日 | 24   | 東宝 グループ・タック      | 亜月裕            | 中尾隆聖、立原麻衣、神谷明、麻上洋子、田中秀幸     | [ 6 ]       |
| ミッキーマウスとドナルドダック | 1984年4月 - 1985年9月19日      | 38   | ウォルト・ディズニー・プロ |                   | 山田栄子、緒方賢一、八奈見乗児、郷里大輔           | [ 2 ]       |

## 補足
- 『ときめきトゥナイト』以降は、原則として地域限定ネットワークセールス扱いとなったことから、一部の局に対してはローカルセールス枠となり、テレビ朝日系列未開局地域やまたはクロスネット局等は『クイズタイムショック』の同時スポンサードネットを行い[7]、当該時間帯に放送されているアニメは遅れネット、非ネット、競合他局に番組販売（個別スポンサードネットを含む）の地域も存在した[8]。また、同時ネット実施の場合でもネットワークセールスに含まれなかった局では、スポンサー全面差し替え、ローカルスポンサー混在を含む一部スポンサードネット、個別交渉による完全スポンサードネットと局により異なった。